# Los argonautas del Pacífico Occidental

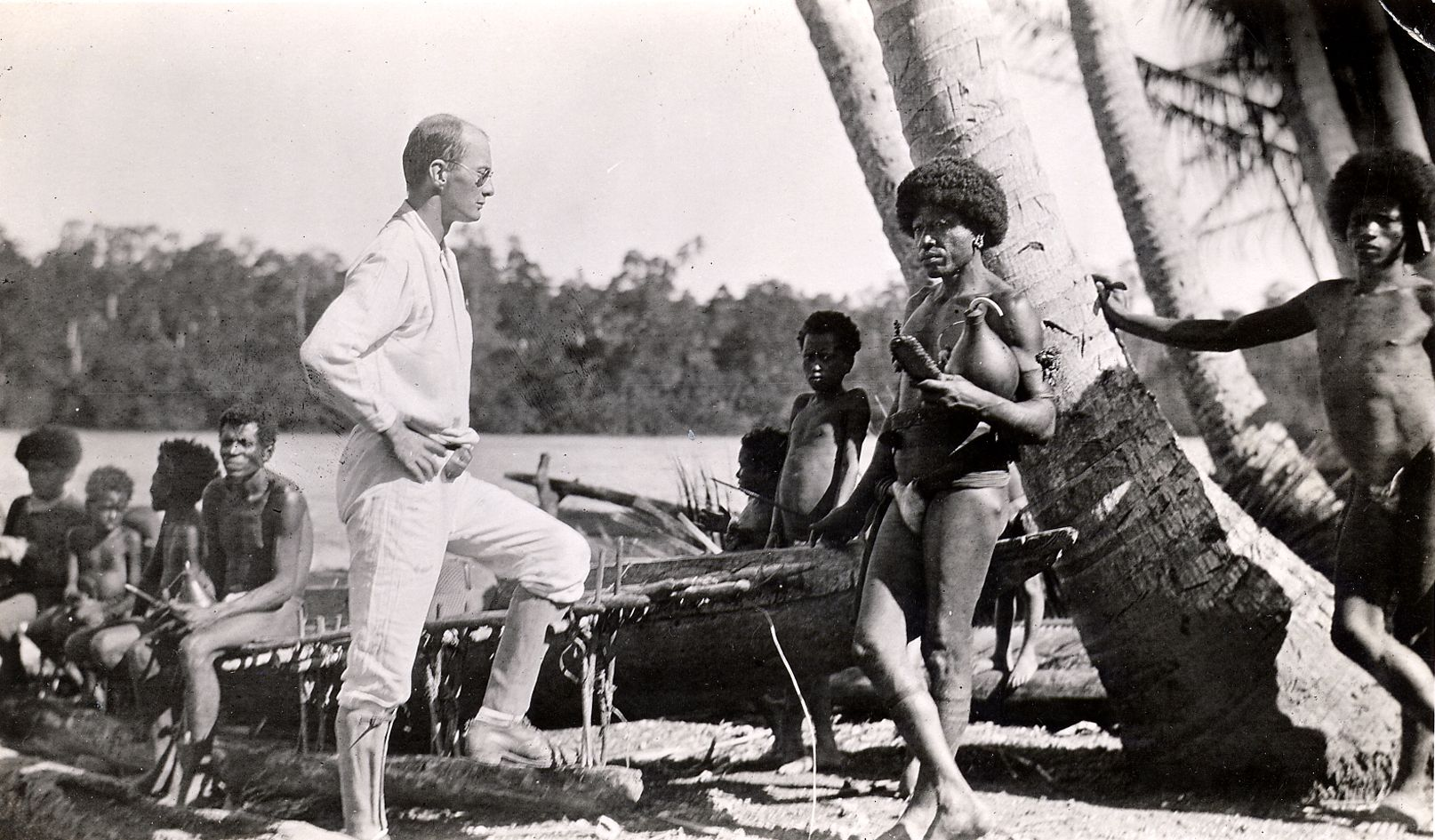
Malinowski en las islas Trobriand

Los Argonautas del Pacífico Occidental. Un estudio sobre comercio y aventura entre los indígenas de los archipiélagos de la Nueva Guinea melanésica es un libro publicado en inglés en 1922 por el antropólogo polaco Bronislaw Malinowski. Se trata de una de las obras más importantes en etnografía y referencia obligatoria en el estudio de la antropología.
Esta obra es un estudio clásico de antropología realizado entre los habitantes de las islas Trobriand, una serie de islas próximas a Nueva Guinea. Desarrolla todos los aspectos culturales de esta sociedad, centrándose principalmente en un sistema comercial de intercambio conocido como Kula.

## Relevancia de la obra para la Antropología
Imagínese que de repente está en tierra, rodeado de todos sus pertrechos, solo en una playa tropical cercana de un poblado indígena, mientras ve alejarse hasta desaparecer la lancha que le ha llevado.
Malinowski Bronislaw

Hay un gran acuerdo en la antropología contemporánea en considerar la introducción de Los Argonautas del Pacífico Occidental como la base fundacional del trabajo de campo antropológico y el método etnográfico.
A partir de esta obra, se produce un cambio fundamental en la forma en la que los investigadores recolectan los datos, considerando la presencia de los investigadores en el campo como la única fuente fiable de datos. El "estar allí", en una estadía de tiempo prolongada, con el contacto más estrecho que se pueda con la sociedad que es investigada, va a ser la pieza clave del trabajo de campo etnográfico. Esta situación, que para Malinowski implicó la "soledad" en la que se podía encontrar un hombre blanco europeo rodeado de nativos melanesios, llevó al investigador a la necesidad de conocer el lenguaje, de comunicarse y de comprender y comportarse según los códigos sociales del grupo, permitiendo de esa manera una comprensión más cabal de la perspectiva nativa. Así, el conocimiento de las otras culturas y sociedades deja de considerarse como una descripción de lo exótico, irracional o inmoral, para implicar la comprensión y el conocimiento de los pueblos en su lógica, su propio punto de vista e interpretación del mundo, no extrapolando la mirada etnocéntrica del propio investigador/a.
Es a partir de Los argonautas del Pacífico Occidental cuando comienza a considerarse relevante para el trabajo antropológico: 
- La realización sistemática de trabajo de campo para establecer cuáles son las prácticas y nociones de la vida social del grupo estudiado,
- La recolección de datos de primera mano, posibilitada por la presencia prolongada del investigador en el lugar,
- La escala micro en el análisis
- La producción final de un texto escrito (teórico y descriptivo) que presente los resultados de la investigación

Si bien Malinowski pertenecía a la corriente funcionalista y que con el paso de las décadas fueron surgiendo, tanto en Gran Bretaña como en el resto del mundo, diversas teorías y perspectivas antropológicas, los fundamentos del trabajo de campo presentados en Los Argonautas del Pacífico Occidental siguen siendo hasta la actualidad una referencia para explicar y enseñar a las nuevas generaciones de antropólogos/as el método etnográfico.

## Estructura y organización del libro
La primera edición de Los argonautas del Pacífico Occidental se realizó en Londres, en 1922, por la editorial Routledge and Kegal Paul. Fue publicada en inglés, bajo el título "Argonauts of the Western Pacifc". En español se presenta por primera vez en 1973, por la editorial Península en la colección “Historia, ciencia, sociedad”. El libro fue reeditado en sucesivas ocasiones.
La edición de 1986 de la editorial Planeta-Agostini cuenta con dos tomos, siendo la obra de un total de 505 páginas. Esta está compuesta por un prefacio, redactado por James Frazer, un prólogo del autor, una introducción y 22 capítulos. El propio Malinowski guía a los posibles lectores de la obra por sus extensos capítulos, sugiriendo lecturas de acuerdo al interés en la obra. Así, podemos detectar que los capítulos referidos a la metodología con la que se llevó adelante el trabajo, la etnografía, son la introducción y partes del capítulo 18. En cuanto a una narración completa del kula, las ceremonias y creencias vinculadas, las encontraremos en los capítulos 4 a 21. Los capítulos 1 a 3, por último, refieren al contexto y lugar en el que se produjo la investigación.

## Contexto de escritura del libro
Malinowski se encontraba comenzando sus estudios sobre parentesco en Melanesia, cuando estalló la Primera Guerra Mundial. Su nacionalidad lo convertía en enemigo del Reino Unido, por lo que se le sugiere permanecer en Oceanía durante el conflicto bélico. Esta situación casual posibilita su estadía prolongada en Melanesia, convirtiéndose luego esta metodología en uno de los principios del trabajo de campo etnográfico, como explicita Malinowski en la introducción del libro. Sus estadías en Melanesia fueron tres: septiembre 1914-marzo 1915, junio 1915-mayo 1916 y octubre de 1917-octubre 1918.
Estas estadías consistían en alejarse de todo contacto con el mundo occidental, en su caso europeos académicos, administrativos y funcionarios viviendo en Melanesia, y sumergirse en la vida cotidiana de los trobriandeses, viviendo junto con ellos/as y compartiendo el día a día. Si bien en Los argonautas del Pacífico Occidental Malinowski describe, explica y refleja la sociedad Trobiandesa desde el análisis antropológico, con especial relevancia de la perspectiva nativa, una mirada personal e intima sobre su estadía en Melanesia puede verse en los diarios publicados de forma póstuma por su viuda, en 1967, bajo el nombre de "A Diary in The Strict Sense of The Term (un diario en el sentido estricto del término)".